# تیم ملی فوتبال ژاپن
تیم ملی فوتبال ژاپن نماینده ژاپن در رویدادهای بین‌المللی فوتبال است که زیر نظر فدراسیون فوتبال ژاپن اداره می‌شود. این تیم از محبوب‌ترین تیم‌های ملی فوتبال آسیا است، که با ۴ عنوان قهرمانی در مسابقات جام ملت‌های آسیا در سال‌های ۱۹۹۲، ۲۰۰۰، ۲۰۰۴ و ۲۰۱۱ از لحاظ تعداد قهرمانی رکورددار آسیا محسوب می‌شود. این تیم در کارنامه خود ۷ دوره صعود به جام جهانی و چهار بار رسیدن به مرحله یک‌هشتم نهایی جام جهانی در سال‌های ۲۰۰۲ و ۲۰۱۰ و جام جهانی ۲۰۱۸ و جام جهانی قطر ۲۰۲۲ و پر افتخارترین تیم ملی فوتبال آسیا در جهان محسوب می‌شود.
هرچند مدال برنز المپیک ۱۹۶۸ مکزیکوسیتی مهم‌ترین عنوان تیم ملی ژاپن در میدان‌های بین‌المللی فوتبال بوده‌است اما تیم ملی ژاپن با توجه به آماتور بودن فوتبال در ژاپن، تا ۳۰ سال بعد موفق به صعود به جام جهانی نشد. تأسیس جی‌لیگ لیگ حرفه‌ای فوتبال ژاپن در سال ۱۹۹۳ کمک شایانی به قدرت گرفتن فوتبال ملی این کشور کرد.
تیم ملی فوتبال ژاپن در جام جهانی ۲۰۲۲ قطر با خلق دو شگفتی تاریخ‌ساز شد و در گروه مرگ رقابت‌ها توانست آلمان و اسپانیا دو مدعی جام را شکست دهد و به عنوان صدرنشین به مرحله حذفی صعود کند.

## حضور در جام جهانی
| جام جهانی | جام جهانی                             | جام جهانی                             | جام جهانی                             | جام جهانی                             | جام جهانی                             | جام جهانی                             | جام جهانی                             | جام جهانی                             | جام جهانی                             |
| --------- | ------------------------------------- | ------------------------------------- | ------------------------------------- | ------------------------------------- | ------------------------------------- | ------------------------------------- | ------------------------------------- | ------------------------------------- | ------------------------------------- |
| سال       | مرحله                                 | مقام                                  | بازی                                  | برد                                   | تساوی                                 | باخت                                  | گل زده                                | گل خورده                              | امتیاز                                |
| ۱۹۳۰      | شرکت نکرد (تیم‌های آسیایی شرکت نکردند) | شرکت نکرد (تیم‌های آسیایی شرکت نکردند) | شرکت نکرد (تیم‌های آسیایی شرکت نکردند) | شرکت نکرد (تیم‌های آسیایی شرکت نکردند) | شرکت نکرد (تیم‌های آسیایی شرکت نکردند) | شرکت نکرد (تیم‌های آسیایی شرکت نکردند) | شرکت نکرد (تیم‌های آسیایی شرکت نکردند) | شرکت نکرد (تیم‌های آسیایی شرکت نکردند) | شرکت نکرد (تیم‌های آسیایی شرکت نکردند) |
| ۱۹۳۴      | شرکت نکرد (تیم‌های آسیایی شرکت نکردند) | شرکت نکرد (تیم‌های آسیایی شرکت نکردند) | شرکت نکرد (تیم‌های آسیایی شرکت نکردند) | شرکت نکرد (تیم‌های آسیایی شرکت نکردند) | شرکت نکرد (تیم‌های آسیایی شرکت نکردند) | شرکت نکرد (تیم‌های آسیایی شرکت نکردند) | شرکت نکرد (تیم‌های آسیایی شرکت نکردند) | شرکت نکرد (تیم‌های آسیایی شرکت نکردند) | شرکت نکرد (تیم‌های آسیایی شرکت نکردند) |
| ۱۹۳۸      | انصراف داد                            | انصراف داد                            | انصراف داد                            | انصراف داد                            | انصراف داد                            | انصراف داد                            | انصراف داد                            | انصراف داد                            | انصراف داد                            |
| ۱۹۵۰      | شرکت نکرد                             | شرکت نکرد                             | شرکت نکرد                             | شرکت نکرد                             | شرکت نکرد                             | شرکت نکرد                             | شرکت نکرد                             | شرکت نکرد                             | شرکت نکرد                             |
| ۱۹۵۴      | راه نیافت                             | راه نیافت                             | راه نیافت                             | راه نیافت                             | راه نیافت                             | راه نیافت                             | راه نیافت                             | راه نیافت                             | راه نیافت                             |
| ۱۹۵۸      | شرکت نکرد                             | شرکت نکرد                             | شرکت نکرد                             | شرکت نکرد                             | شرکت نکرد                             | شرکت نکرد                             | شرکت نکرد                             | شرکت نکرد                             | شرکت نکرد                             |
| ۱۹۶۲      | راه نیافت                             | راه نیافت                             | راه نیافت                             | راه نیافت                             | راه نیافت                             | راه نیافت                             | راه نیافت                             | راه نیافت                             | راه نیافت                             |
| ۱۹۶۶      | راه نیافت                             | راه نیافت                             | راه نیافت                             | راه نیافت                             | راه نیافت                             | راه نیافت                             | راه نیافت                             | راه نیافت                             | راه نیافت                             |
| ۱۹۷۰      | راه نیافت                             | راه نیافت                             | راه نیافت                             | راه نیافت                             | راه نیافت                             | راه نیافت                             | راه نیافت                             | راه نیافت                             | راه نیافت                             |
| ۱۹۷۴      | راه نیافت                             | راه نیافت                             | راه نیافت                             | راه نیافت                             | راه نیافت                             | راه نیافت                             | راه نیافت                             | راه نیافت                             | راه نیافت                             |
| ۱۹۸۲      | راه نیافت                             | راه نیافت                             | راه نیافت                             | راه نیافت                             | راه نیافت                             | راه نیافت                             | راه نیافت                             | راه نیافت                             | راه نیافت                             |
| ۱۹۸۶      | راه نیافت                             | راه نیافت                             | راه نیافت                             | راه نیافت                             | راه نیافت                             | راه نیافت                             | راه نیافت                             | راه نیافت                             | راه نیافت                             |
| ۱۹۹۰      | راه نیافت                             | راه نیافت                             | راه نیافت                             | راه نیافت                             | راه نیافت                             | راه نیافت                             | راه نیافت                             | راه نیافت                             | راه نیافت                             |
| ۱۹۹۴      | راه نیافت                             | راه نیافت                             | راه نیافت                             | راه نیافت                             | راه نیافت                             | راه نیافت                             | راه نیافت                             | راه نیافت                             | راه نیافت                             |
| ۱۹۹۸      | مرحله گروهی                           | ؟                                     | ۳                                     | ؟                                     | ؟                                     | ؟                                     | ۱                                     | ؟                                     | ؟                                     |
| ۲۰۰۲      | یک‌هشتم نهایی                          | ۸                                     | ۴                                     | ۲                                     | ۱                                     | ۱                                     | ۱                                     | ۳                                     | ۷                                     |
| ۲۰۰۶      | مرحله گروهی                           | ۲۴                                    | ۳                                     | ۰                                     | ۱                                     | ۲                                     | ۲                                     | ۷                                     | ۱                                     |
| ۲۰۱۰      | یک‌هشتم نهایی                          | ۹                                     | ۴                                     | ۲                                     | ۰                                     | ۱                                     | ۴                                     | ۲                                     | ۶                                     |
| ۲۰۱۴      | مرحله گروهی                           | ۳۰                                    | ۳                                     | ۰                                     | ۱                                     | ۲                                     | ۲                                     | ۶                                     | ۱                                     |
| ۲۰۱۸      | یک‌هشتم نهایی                          | ۱۵                                    | ۴                                     | ۱                                     | ۱                                     | ۲                                     | ۶                                     | ۷                                     | ۴                                     |
| ۲۰۲۲      | یک‌هشتم نهایی                          | ۹                                     | ۴                                     | ۲                                     | ۰                                     | ۲                                     | ۵                                     | ۴                                     | ۶                                     |
| ۲۰۲۶      | برگزار نشده                           | برگزار نشده                           | برگزار نشده                           | برگزار نشده                           | برگزار نشده                           | برگزار نشده                           | برگزار نشده                           | برگزار نشده                           | برگزار نشده                           |
| مجموع     | -                                     | -                                     | ۲۱                                    | ۱                                     | ۴                                     | ۸                                     | ۱۶                                    | ۲۵                                    | ۱۹                                    |

## بازیکنان

### تیم کنونی
این فهرست شامل ۲۶ بازیکن دعوت‌شده برای شرکت در جام ملت‌های آسیا ۲۰۲۳ است.
شمار حضور در تیم و شمار گل‌ها تا ۳۱ ژانویه ۲۰۲۴ و بازی با  بحرین.
| ش. | پست       | بازیکن                | ت‌ت (سن)                 | بازی | گل | باشگاه                 |
| -- | --------- | --------------------- | ----------------------- | ---- | -- | ---------------------- |
| 1  | دروازه‌بان | داییا ماکاوا          | ۸ سپتامبر ۱۹۹۴ ‏(۳۰ سال) | 1    | 0  | ویسل کوبه              |
| 12 | دروازه‌بان | تایشی برندون نوزاوا   | ۲۵ دسامبر ۲۰۰۲ ‏(۲۲ سال) | 0    | 0  | اف‌سی توکیو             |
| 23 | دروازه‌بان | زیون سوزوکی           | ۲۱ اوت ۲۰۰۲ ‏(۲۲ سال)    | 8    | 0  | سن ترویدنس             |
|    |           |                       |                         |      |    |                        |
| 2  | مدافع     | یوکیناری سوگاوارا     | ۲۸ ژوئن ۲۰۰۰ ‏(۲۵ سال)   | 11   | 1  | آزد آلکمار             |
| 3  | مدافع     | شوگو تانیگوچی         | ۱۵ ژوئیهٔ ۱۹۹۱ ‏(۳۴ سال)  | 26   | 1  | الریان                 |
| 4  | مدافع     | کو ایتاکورا           | ۲۷ ژانویهٔ ۱۹۹۷ ‏(۲۸ سال) | 25   | 1  | بروسیا مونشن‌گلادباخ    |
| 15 | مدافع     | کوکی ماچیدا           | ۲۵ اوت ۱۹۹۷ ‏(۲۷ سال)    | 8    | 0  | یونیون سن ژیلواز       |
| 16 | مدافع     | سییا مایکوما          | ۱۶ اکتبر ۱۹۹۷ ‏(۲۷ سال)  | 7    | 0  | سرزو اوزاکا            |
| 19 | مدافع     | یوتا ناکایاما         | ۱۶ فوریهٔ ۱۹۹۷ ‏(۲۸ سال)  | 22   | 0  | هادرزفیلد تاون         |
| 21 | مدافع     | هیروکی ایتو           | ۱۲ مهٔ ۱۹۹۹ ‏(۲۶ سال)     | 15   | 1  | اشتوتگارت              |
| 22 | مدافع     | تاکهیرو تومیاسو       | ۵ نوامبر ۱۹۹۸ ‏(۲۶ سال)  | 40   | 1  | آرسنال                 |
| 24 | مدافع     | تسویوشی واتانابه      | ۵ فوریهٔ ۱۹۹۷ ‏(۲۸ سال)   | 3    | 0  | خنت                    |
|    |           |                       |                         |      |    |                        |
| 5  | هافبک     | هیده‌ماسا موریتا       | ۱۰ مهٔ ۱۹۹۵ ‏(۳۰ سال)     | 31   | 2  | اسپورتینگ              |
| 6  | هافبک     | واتارو اندو (کاپیتان) | ۹ فوریهٔ ۱۹۹۳ ‏(۳۲ سال)   | 59   | 3  | لیورپول                |
| 7  | هافبک     | کائورو میتوما         | ۲۰ مهٔ ۱۹۹۷ ‏(۲۸ سال)     | 19   | 7  | برایتون اند هوو آلبیون |
| 8  | هافبک     | تاکومی مینامینو       | ۱۶ ژانویهٔ ۱۹۹۵ ‏(۳۰ سال) | 56   | 20 | موناکو                 |
| 10 | هافبک     | ریتسو دوان            | ۱۶ ژوئن ۱۹۹۸ ‏(۲۷ سال)   | 46   | 8  | فرایبورگ               |
| 13 | هافبک     | کیتو ناکامورا         | ۲۸ ژوئیهٔ ۲۰۰۰ ‏(۲۵ سال)  | 8    | 6  | رنس                    |
| 14 | هافبک     | جونیا ایتو            | ۹ مارس ۱۹۹۳ ‏(۳۲ سال)    | 54   | 13 | رنس                    |
| 17 | هافبک     | رئو هاتاته            | ۲۱ نوامبر ۱۹۹۷ ‏(۲۷ سال) | 8    | 0  | سلتیک                  |
| 20 | هافبک     | تاکفوسا کوبو          | ۴ ژوئن ۲۰۰۱ ‏(۲۴ سال)    | 33   | 4  | رئال سوسیداد           |
| 26 | هافبک     | کایشو سانو            | ۳۰ دسامبر ۲۰۰۰ ‏(۲۴ سال) | 4    | 0  | کاشیما آنتلرز          |
|    |           |                       |                         |      |    |                        |
| 9  | مهاجم     | آیاسه یدا             | ۲۸ اوت ۱۹۹۸ ‏(۲۶ سال)    | 23   | 11 | فاینورد                |
| 11 | مهاجم     | مائو هوسیا            | ۷ سپتامبر ۲۰۰۱ ‏(۲۳ سال) | 5    | 1  | کاشیوا ریسول           |
| 18 | مهاجم     | تاکامو آسانو          | ۱۰ نوامبر ۱۹۹۴ ‏(۳۰ سال) | 50   | 9  | بوخوم                  |
| 25 | مهاجم     | دایزن مائدا           | ۲۰ اکتبر ۱۹۹۷ ‏(۲۷ سال)  | 15   | 3  | سلتیک                  |

## مربیان
| مربی             | دوره       |
| ---------------- | ---------- |
| هاجیمه موری یاسو | ۲۰۱۸-اکنون |
| آکیرا نیشینو     | ۲۰۱۸       |
| وحید خلیلهوژیچ   | ۲۰۱۸–۲۰۱۵  |
| خاویر آگیره      | ۲۰۱۵–۲۰۱۴  |
| آلبرتو زاکرونی   | ۲۰۱۴–۲۰۱۰  |
| تاکشی اوکادا     | ۲۰۰۷–۲۰۱۰  |
| ایویکا اوسیم     | ۲۰۰۶–۲۰۰۷  |
| زیکو             | ۲۰۰۲–۲۰۰۶  |
| فیلیپ تروسیه     | ۱۹۹۸–۲۰۰۲  |
| تاکشی اوکادا     | ۱۹۹۷–۱۹۹۸  |
| شو کامو          | ۱۹۹۴–۱۹۹۷  |
| فالکائو          | ۱۹۹۴       |
| هانس اوفت        | ۱۹۹۲–۱۹۹۳  |
| کنزو یوکویاما    | ۱۹۸۸–۱۹۹۱  |
| یوشینوبو ایشی    | ۱۹۸۶–۱۹۸۷  |
| تاکاجی موری      | ۱۹۸۱–۱۹۸۵  |
| سابورو کاوابوچی  | ۱۹۸۰–۱۹۸۱  |

| مربی              | دوره      |
| ----------------- | --------- |
| ماساشی واتانابه   | ۱۹۸۰      |
| یوکیو شیمورا      | ۱۹۷۹–۱۹۸۰ |
| هیروشی نینومیا    | ۱۹۷۶–۱۹۷۸ |
| کن ناگانوما       | ۱۹۷۲–۱۹۷۶ |
| شونیچیرو اوکانو   | ۱۹۷۰–۱۹۷۱ |
| کن ناگانوما       | ۱۹۶۲–۱۹۶۹ |
| هیدوکی تاکاهاشی   | ۱۹۶۰–۱۹۶۲ |
| شیگمارو تاکنوکوشی | ۱۹۵۸–۱۹۵۹ |
| تایزو کاواماتو    | ۱۹۵۸      |
| یوهان کاوازیکو    | ۱۹۵۷      |
| شیگمارو تاکنوکوشی | ۱۹۵۱–۱۹۵۶ |
| میتسوهیراتو       | ۱۹۵۱      |

## تصویر تیم

### لقب‌ها

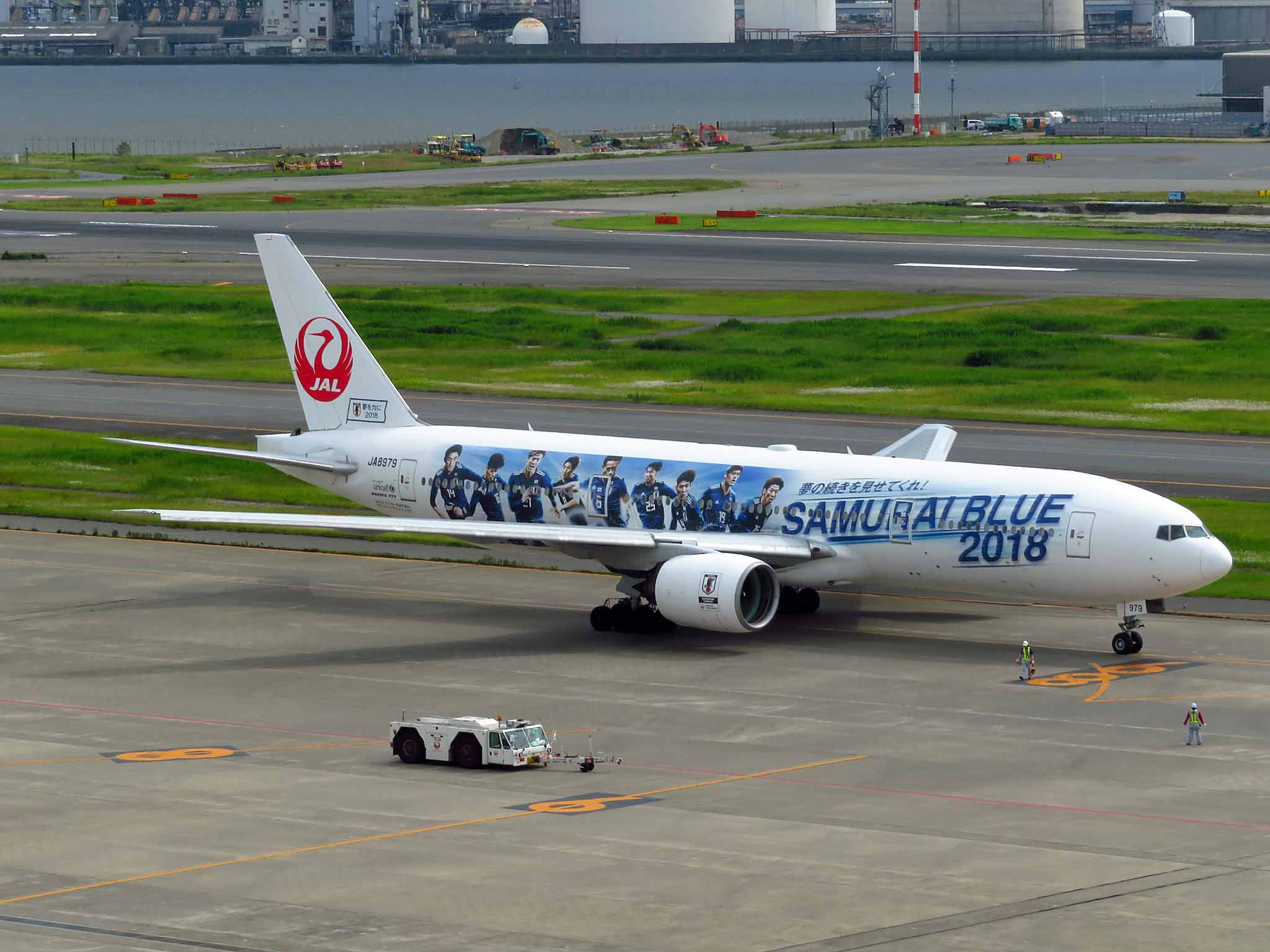
بوئینگ ۷۷۷ اختصاصی تیم ملی ژاپن با لقب «آبی سامورایی» که رویش نوشته شده‌است

لقب تیم ملی فوتبال ژاپن، سامورایی آبی (サムライ・ブルー Samurai Burū) است که توسط فدراسیون فوتبال ژاپن رویش گذاشته شده‌است.

### لباس
لباس تیم ملی ژاپن بارها دستخوش دگرگونی شده‌است. در اوایل دهه هشتاد میلادی، لباس ژاپن سفید با کناره آبی بود. در مرحله مقدماتی جام جهانی فوتبال ۱۹۹۰ و نیز مقدماتی المپیک تابستانی ۱۹۹۲ (که هر دو منجر به حذف ژاپن شدند) ژاپنی‌ها لباسی شبیه پرچمشان می‌پوشیدند که باعث شده از آن سال‌ها لباس قرمز-سفید را کنار بگذارند. از آوریل ۱۹۹۹، آدیداس آلمان، تأمین‌کننده انحصاری لباس‌های تیم ملی ژاپن است. پیش از آن، پوما و اسیکس هم در کنار آدیداس به ژاپنی‌ها لباس می‌دادند.

#### تأمین‌کننده‌های لباس
| تأمین‌کننده | زمان       |
| ---------- | ---------- |
| هیچ        | ۱۹۳۶–۱۹۷۸  |
| اسیکس      | ۱۹۷۹       |
| پوما       | ۱۹۸۰–۱۹۸۵  |
| آدیداس     | ۱۹۸۶       |
| اسیکس      | ۱۹۸۷–۱۹۸۸  |
| آدیداس     | ۱۹۸۹–۱۹۹۲  |
| اسیکس      | ۱۹۹۳–۱۹۹۸  |
| آدیداس     | ۱۹۹۹-اکنون |

### نشان

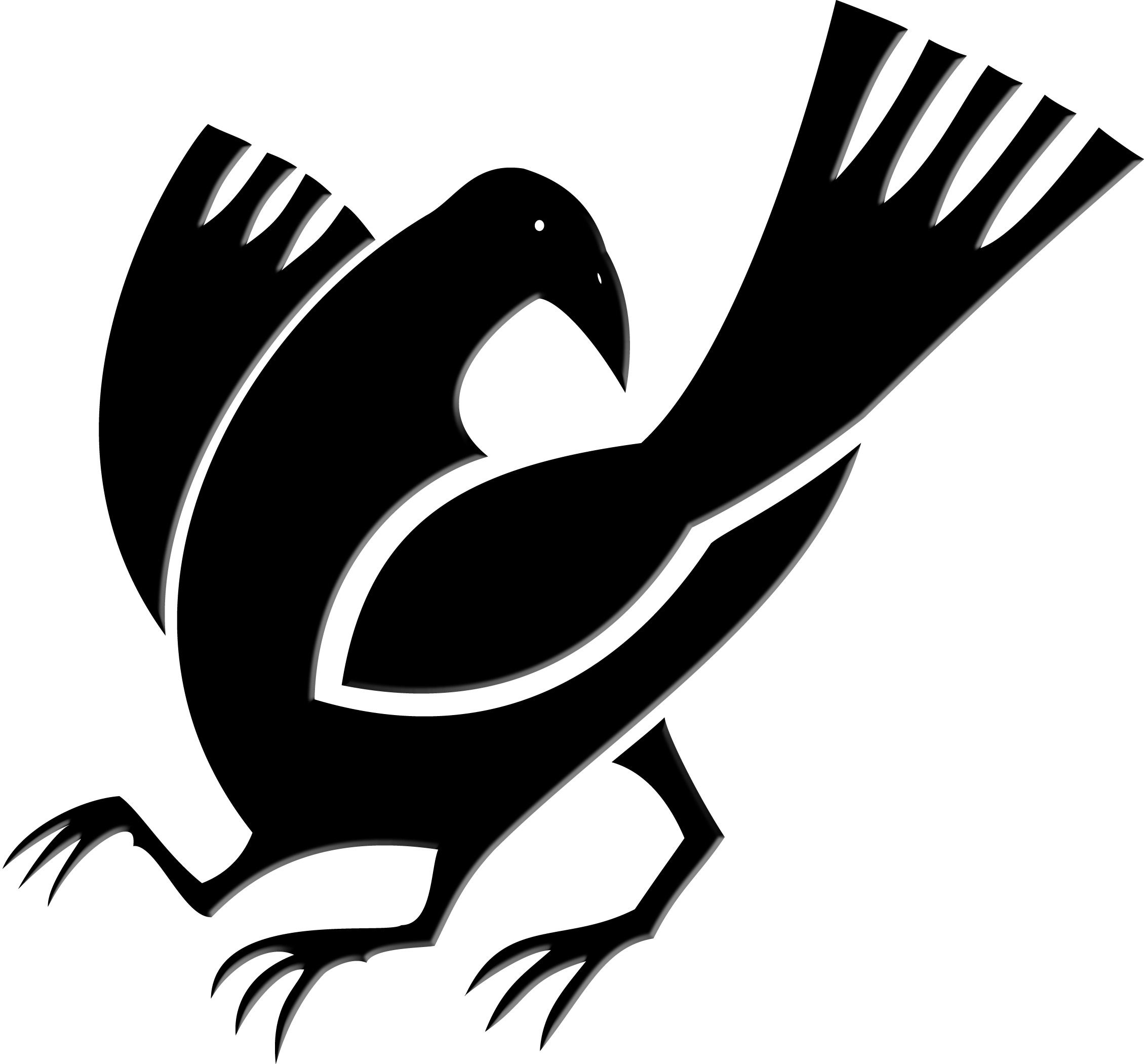
یاتاگاراسو

از نشان تیم ملی ژاپن در اواخر ۲۰۱۷ در کنار دگرگونی کلی تصویر این تیم توسط فدراسیون فوتبال ژاپن رونمایی شد.
این نشان شامل تصویری از یاتاگاراسو، کلاغ سه‌پایی از اسطوره‌شناسی ژاپنی بوده که توپ قرمز رنگی (مانند پرچم ژاپن) را با پایش گرفته‌است. نوشته JFA (به‌معنی فدراسیون فوتبال ژاپن) پایین کلاغ است. یک خط قرمز روی سپر پشت کلاغ است که خود سپر هم دور طلایی و آبی دارد. در حاشیه نشان هم نام ژاپن نوشته شده‌است.
تا ۱۹۸۸، نشان روی لباس ژاپنی‌ها، پرچم کشورشان بود.